# Wappen der Gemeinde Altmühldorf
Das Wappen der Gemeinde Altmühldorf war von 1969 bis zur Auflösung der Gemeinde am 1. Mai 1978 das offizielle Hoheitszeichen von Altmühldorf. Es zeigt in der oberen Hälfte ein goldenes Ziborium, in der unteren als redendes Element der Gemeinde ein rotes Mühlrad.

## Geschichte
Das Wappen der Gemeinde zeigt in seiner Symbolik die geschichtliche Entwicklung von Altmühldorf auf.
Das in der oberen Hälfte befindliche Hostiengefäß symbolisiert die 350-jährige Geschichte der Wallfahrt nach Ecksberg. Sie wurde urkundlich erstmals 1453 erwähnt und wurde erst 1803 durch die Säkularisation abgeschafft.
Das im unteren Teil des Wappens abgebildete unterhalbe Mühldorfer Rad steht für den Namen des Ortes. Es entspricht in seiner Abbildung dem Rad im Wappen der Stadt Mühldorf am Inn, wo es jedoch als ganzes Mühlrad gezeigt wird. Die Verbindung der Gemeinde mit der benachbarten Stadt wird so auf dem Wappen verdeutlicht.
Die Wappenfarben Schwarz und Gold (Gelb) entstammen dem Wappen des Erzstiftes Salzburg, da Altmühldorf als Hofmark innerhalb der Exklave Mühldorf bis 1802 zum Salzburger Land gehörte.
Die Zustimmung zur Führung des Wappens erfolgte durch Entschließung des Bayerischen Staatsministeriums des Innern vom 28. April 1969. Mit der Eingemeindung von Altmühldorf in die Stadt Mühldorf am Inn am 1. Mai 1978 verlor das Wappen seine amtliche Gültigkeit.

## Dienstsiegel
Das Dienstsiegel der Gemeinde trug als Umschrift im oberen Halbbogen Bayern, im unteren Halbbogen Gemeinde Altmühldorf. 

Dienstsiegel